# Alice (Resident Evil)
Alice è un personaggio immaginario, e la protagonista della serie cinematografica originale Resident Evil, ispirata dall'omonima serie di videogiochi creata da Capcom, fa tuttavia parte di una trama differente rispetto alla serie videoludica, apparendo esclusivamente nei film di Paul W. S. Anderson.

## Personaggio

### Resident Evil
Alice è la responsabile della sicurezza del laboratorio sotterraneo noto come "Alveare", di proprietà della potentissima multinazionale Umbrella Corporation, al cui interno si studiano e si creano in segreto armi batteriologiche. Un potentissimo virus, il Virus T, viene trafugato e intenzionalmente diffuso all'interno dell'Alveare da Spence Parks, anch'egli responsabile della sicurezza del Alveare. La Regina Rossa, il supercomputer centrale autonomo dell'Alveare, sigilla le vie di fuga della struttura. Come effetto collaterale del Virus T, i membri del personale ritornano in vita come morti viventi. Svegliatasi priva di ricordi e subito prelevata nella villa che le serviva come copertura, Alice viene scortata da un gruppo di uomini del servizio di sicurezza speciale della Umbrella all'interno del laboratorio. Riacquistata la memoria, Alice è più decisa che mai a rivelare al mondo la vera natura dell'Umbrella Corporation. Riesce a fuggire insieme a Matt Addison, un ambientalista che cercava informazioni sulle operazioni illecite della Umbrella ma, non appena fuori dall'Alveare, vengono catturati da alcuni scienziati della Umbrella Corporation. Al suo risveglio, Alice si ritrova all'interno di una struttura medica ed una volta in strada, si accorge che il Virus T è fuoriuscito.

### Resident Evil: Apocalypse
Alice si risveglia nella sala in cui Resident Evil finì, scoprendo che l'intera città di Raccoon City è stata completamente distrutta dagli zombie e dalla diffusione del virus T. Alice scopre di possedere nuove abilità sia fisiche che telepatiche, di essere stata contagiata dal virus T, ed aiuta nella fuga un pugno di sopravvissuti fra i quali Jill Valentine, Carlos Oliveira, Angela Ashford e L.J. Nel corso dell'avventura affronterà anche Matt, trasformato nel terribile mostro Nemesis a causa degli esperimenti condotti su di lui, creatura sotto il controllo mentale della Umbrella. L'Umbrella ordina un attacco nucleare su Raccoon City per eliminare ogni traccia dei suoi esperimenti illeciti; l'onda dell'esplosione atomica generata dall'ordigno fa precipitare l'elicottero dove si trovavano Alice e gli altri sopravvissuti e, a seguito dell'incidente, rimane mortalmente ferita per salvare Angela Ashford. Successivamente il dottor Isaacs la riporta in vita, sfruttando le notevoli doti rigenerative derivate dal virus T. Dopo essersi rapidamente ripresa riesce a fuggire grazie all'intervento di Jill, Carlos e L.J., vestiti da soldati della Umbrella Corporation, la quale, attraverso un satellite, poteva monitorare Alice e teoricamente influenzarne le scelte. Alice si rende conto di essere continuamente monitorata dalla Umbrella Corporation (attraverso l'attivazione del "progetto Alice") e decide così di separarsi dagli altri evitando il controllo satellitare.

### Resident Evil: Extinction
Negli anni successivi il contagio si espande al resto del mondo. Dopo tre anni troviamo Alice nel deserto del Nevada con Carlos Oliveira, unitosi nel frattempo al convoglio di Claire Redfield, impegnato nella ricerca e nella protezione degli ultimi sopravvissuti. Fermatosi a Las Vegas per fare rifornimento di carburante e provviste, il convoglio viene attaccato dai morti viventi. L'Umbrella cerca di disattivare Alice per poterla prelevare, ma ella riesce a evitare il condizionamento mentale e a salvarsi. Carlos verrà infettato e si sacrificherà per il resto della squadra dopo un bacio datogli da Alice. I membri del convoglio utilizzano un elicottero per dirigersi verso l'Alaska (meta in cui sembra non esserci contagio), mentre Alice affronterà il dottor Isaacs, mutato per effetto del virus T mescolato al sangue di Alice, in un laboratorio sotterraneo, dove scopre che il suo sangue è l'unica cura contro il contagio del virus T e risveglia i suoi cloni riprodotti dalla Umbrella Corporation. La battaglia sembra senza speranza per la donna, che riesce a condurre il nemico nella replica del corridoio dei laser apparso nel primo film, dove il dottor Isaacs viene ucciso dalla griglia laser, mentre lei riesce a salvarsi grazie all'intervento di un suo clone, che spegne i laser un istante prima che la raggiungano. Insieme ai suoi cloni, Alice si prepara alla battaglia definitiva contro la Umbrella.

### Resident Evil: Afterlife
Quattro anni dopo la diffusione a livello mondiale del virus T, Alice e i suoi cloni si infiltrano nel quartier generale della Umbrella Corporation a Tokyo, con l'obiettivo di eliminarne il presidente, Albert Wesker. Tuttavia egli riesce a fuggire e attiva l'autodistruzione della base, uccidendo tutti i cloni della donna, la quale però si era nascosta a bordo del convertiplano di Wesker, dove viene colta di sorpresa dal nemico che le inietta l'antidoto del virus T che le ha fornito tutti i poteri, facendola tornare un normale essere umano. Tuttavia, l'aereo precipita e Alice riesce appena a salvarsi.
Sei mesi dopo, Alice si dirige verso Arcadia, la città di sopravvissuti che si dovrebbe trovare in Alaska, dove viene attaccata da Claire Redfield, che non ricorda più nulla dell'amica a causa di uno strano congegno attaccato sul petto. Staccatole il dispositivo, Alice porta con sé Claire a Los Angeles, dove incontra un piccolo gruppo di sopravvissuti rifugiatisi in un carcere, circondati da migliaia di infetti. Alice scopre che Arcadia non è una città ma una nave, che ora si trova proprio ancorata al largo di Los Angeles, così decidono di fuggire, aiutati da Chris Redfield, il fratello maggiore di Claire. Raggiunta l'Arcadia, gli unici superstiti: Alice, Claire e Chris, comprendono di essere caduti in una trappola della Umbrella, che usa la nave per attirare i sopravvissuti, per farne degli esperimenti. Alice ritrova Wesker ad attenderla, che si rivela essere infettato col virus T, assumendo poteri sovrumani, ma per poterli gestire deve nutrirsi di DNA umano e ora intende nutrirsi di quello di Alice. Claire e Chris raggiungono l'amica, ma vengono attaccati da Wesker che sfrutta le sue facoltà sovrumane per metterli momentaneamente fuori gioco. Alice aiuta i suoi compagni d'armi, sparando a Wesker, che continua a riprendersi colpo dopo colpo. Infine Wesker viene raggiunto alla testa dai proiettili della doppietta di Alice, finendo così atterrato e viene ucciso da Claire. Liberate tutte le cavie umane, il trio di eroi nota che Wesker è sopravvissuto e che sta scappando col suo aereo, ma invano, in quanto Alice aveva piazzato in precedenza la bomba collegata al telecomando di autodistruzione della nave nel jet. Quando Wesker tenta di far saltare in aria la nave, la bomba esplode, eliminandolo definitivamente. Alice si pone al comando dell'Arcadia, decisa a renderla una speranza concreta per i sopravvissuti, nonostante gli aerei dell'Umbrella convergano poco dopo intorno ad essa, pronti a distruggerla.

### Resident Evil: Retribution
Dopo aver sparato ad un pilota di un aereo dell'Umbrella e dopo che questo si impatta sul ponte dell'Arcadia, Alice cade in acqua priva di sensi. In seguito si risveglia in una struttura dell'Umbrella nella quale viene interrogata da Jill Valentine, ormai sotto controllo mentale dalla società. Durante l'interrogatorio si manifesta un blackout che permette ad Alice di scappare. Superato un corridoio si ritrova inspiegabilmente a Tokyo, nel momento in cui il virus si diffuse in Giappone. Dopo aver eliminato molti degli infetti, Alice raggiunge un punto di comando, dove incontra Ada Wong, ex spia dell'Umbrella. Questa informa Alice di non lavorare più per l'Umbrella, come anche Albert Wesker, che informa Alice del fatto che l'Albert Wesker incontrato e ucciso precedentemente da lei sull'Arcadia non era altro che un clone utilizzato dalla malvagia Regina Rossa, vero capo dell'Umbrella, come capro espiatorio. Wesker informa Alice dicendogli che si trova in una struttura di collaudo dell'Umbrella, sotto i ghiacci della penisola del Kamhkatcha. Wesker vuole far evadere Alice e per farlo ha inviato Ada: Le due donne infatti dovranno farsi strada per diverse simulazioni fino alla simulazione di Raccoon City, dove si ricongiungeranno con una squadra di salvataggio inviata dallo stesso Wesker. Della squadra fanno parte Leon Scott Kennedy, Barry Burton e Luther West. Alice e Ada si fanno strada per la simulazione di New York, dove si scontrano con due Axeman inviati dalla Regina Rossa e raggiungono la simulazione di Raccoon City, ma stranamente non trovano la squadra di salvataggio, ma entrate in una casa trovano un cadavere di un clone di Alice e una bambina di nome Becky, che riconosce la vera Alice come sua madre. Alice decide di raggiungere la simulazione di Mosca, dove probabilmente si trova la squadra, ma viene ostacolata da Jill, insieme ad una squadra di cloni dell'Umbrella, tra cui Rain O' Campo, Carlos Oliveira e James Shade. Alice e Becky riescono a fuggire, ma Ada viene catturata. A Mosca Alice e Becky incontrano la squadra e un clone buono di Rain. Mentre stanno per raggiungere la sala dei sottomarini, dalla quale sarebbero scappati, un Licker fuggito dalla simulazione di Mosca uccide il clone buono di Rain e rapisce Becky. Alice decide di andarla a salvare e dopo aver ucciso il Licker la estrae da una mostruosa placenta. Alice, Becky, Leon e Luther, essendo gli unici sopravvissuti fuggono in superficie e fanno inondare la struttura. Mentre attendono gli aiuti, vengono raggiunti da un sottomarino, nel quale sono presenti Jill, Rain e la prigioniera Ada. Rain si inietta il virus Las Plagas che la rende apparentemente invincibile. Nella battaglia che ne segue, Alice riesce a liberare Jill dalla volontà della Umbrella, distruggendo il congegno attaccato al suo petto, mentre Luther e Rain sono uccisi. Alice e gli altri sopravvissuti si recano da Wesker, barricatosi nella Casa Bianca tempo prima (seduto sulla poltrona del presidente), comandando gli ultimi sopravvissuti. Wesker le inietta il virus T, restituendole i poteri, confermandola come unica salvezza dei sopravvissuti, i cui ormai pochissimi membri sono sotto assedio dalla furia della Regina Rossa.

### Resident Evil: The Final Chapter
Nell'ultimo film della saga, la casa bianca è caduta ed Alice è l'unica sopravvissuta; viene contattata dalla Regina Rossa, stranamente collaborante e pentita, ed ha 48 ore per salvare le ultime anime presenti sulla terra dalla furia del virus. Scoprirà che l'Umbrella ha sviluppato un antivirus aereo conservato nell'Alveare, e che il rilascio del virus T è stato voluto dall'Umbrella stessa per decimare la popolazione mondiale dalla crescita sovraffollata. Alice scoprirà la sua vera identità: è un clone della vera Alice Marcus (figlia di uno dei fondatori della Umbrella, ucciso da Isaacs), affetta da una rara malattia genetica che ne causa l'invecchiamento precoce. Il padre di Alice aveva studiato il T-Virus proprio per trovare una soluzione alla malattia della figlioletta, il cui effetto collaterale della zombificazione l'aveva reso un'arma biologica sfruttata da Isaacs.

## Aspetto fisico e personalità
L'aspetto fisico di Alice varia in ogni film, sempre dal corpo più avvenente e seducente. Nel primo è bionda e indossa un abito rosso senza maniche. Nel secondo ha i capelli biondo scuro/medio e indossa una maglietta marrone e una gonna corta e nera. Nel terzo ha i capelli biondi scuri e indossa una tenuta texana color sabbia. Nel quarto ha i capelli neri e indossa una tuta nera. Nel quinto ha i capelli castani e indossa una tenuta da combattimento nera. Caratterialmente, è una donna forte, coraggiosa, eroica, indipendente e testarda. Nel primo film, a causa della perdita di memoria, inizialmente sembra innocua e paranoica, ma col passare del tempo, ritrovando la memoria, mostra tutta la sua forza e il suo coraggio. A volte sembra fredda e ostile, ma questo è dovuto alle difficoltà affrontate durante la saga. In realtà è una donna molto generosa, sensibile (infatti piange molte volte) ed è molto brava con i bambini, come mostra con Angie (nel secondo film) e con Becky (nel quinto film). È sempre pronta ad aiutare gli altri, e quando non ci riesce si arrabbia molto. Ha l'abitudine di portarsi dietro delle armi ed è, infatti, molto brava ad utilizzarle. A causa dei lunghi tempi di produzione tra un film e l'altro, l'aspetto e l'età di Alice cambiano notevolmente.